# Dumbrăvești, Argeș
Dumbrăvești este un sat în comuna Drăganu din județul Argeș, Muntenia, România.